# Episodi de I misteri di Murdoch (sesta stagione)
La sesta stagione della serie televisiva I misteri di Murdoch è stata trasmessa in Canada dalla CBC, dopo che l'emittente canadese ne ha acquistato i diritti, dal 7 gennaio al 15 aprile 2013.
In Italia la stagione è stata trasmessa da Rai 3 dal 5 luglio al 27 settembre 2014.
Da questa stagione l'attrice Georgina Reilly (Dr. Emily Grace) entra a far parte del cast principale.
| nº | Titolo originale              | Titolo italiano               | Prima TV Canada  | Prima TV Italia   |
| -- | ----------------------------- | ----------------------------- | ---------------- | ----------------- |
| 1  | Murdoch Air                   | La Freccia di Pendrick        | 7 gennaio 2013   | 5 luglio 2014     |
| 2  | Winston's Lost Night          | Amnesia                       | 14 gennaio 2013  | 12 luglio 2014    |
| 3  | Murdoch on the Corner         | Il test                       | 21 gennaio 2013  | 19 luglio 2014    |
| 4  | A Study in Sherlock           | Il mio nome è Sherlock Holmes | 28 gennaio 2013  | 26 luglio 2014    |
| 5  | Murdoch Au Naturel            | La colonia                    | 4 febbraio 2013  | 2 agosto 2014     |
| 6  | Murdoch and the Cloud of Doom | Gas mortale                   | 11 febbraio 2013 | 9 agosto 2014     |
| 7  | The Ghost of Queen's Park     | Il fantasma di Queen's Park   | 25 febbraio 2013 | 16 agosto 2014    |
| 8  | Murdoch in Ladies Wear        | Grandi magazzini Eaton        | 4 marzo 2013     | 23 agosto 2014    |
| 9  | Victoria Cross                | In onore di un amico          | 11 marzo 2013    | 30 agosto 2014    |
| 10 | Twisted Sisters               | Rito di purificazione         | 18 marzo 2013    | 6 settembre 2014  |
| 11 | Lovers in a Murderous Time    | Amore e morte                 | 25 marzo 2013    | 13 settembre 2014 |
| 12 | Crime & Punishment            | Condanna a morte              | 8 aprile 2013    | 20 settembre 2014 |
| 13 | The Murdoch Trap              | Trappola per Murdoch          | 15 aprile 2013   | 27 settembre 2014 |

## La Freccia di Pendrick
- Titolo originale: Murdoch Air
- Diretto da: Don McCutcheon
- Scritto da: Peter Mitchell

### Trama
Una macchina volante cade nel centro di Toronto e prende fuoco; tra i rottami vengono ritrovati un maiale e il corpo carbonizzato di un uomo. Grazie ai dati sull'acquisto del maiale, evidentemente usato come zavorra, è possibile risalire a James Pendrick, il geniale inventore. Pendrick spiega a Murdoch di essere impegnato nella cosiddetta "sfida Mortimer": tramite lettera un misterioso miliardario ha invitato numerosi inventori a costruire una macchina che possa volare e che dimostri di essere governabile. Il premio in palio è di un milione di dollari.
 Pendrick è stato finanziato da un certo Reginald Gleason, che dividerà con lui il premio; l'inventore dichiara anche di essere stato spiato e di aver perso le tracce del suo assistente Matthews. La distruzione della macchina è probabilmente un tentativo di danneggiarlo; Pendrick però è in possesso di un secondo aereo, dal quale per sicurezza ha rimosso gli equilibratori, ovvero gli elementi che permettono di governare il volo: nessuno è al corrente della cosa. Mentre Pendrick sta ancora parlando con Murdoch, entrambi sono messi fuori combattimento e l'aereo viene rubato.
 Di lì a poco risulta chiaro che il responsabile del furto è Terrence Meyers; Matthews (suo il cadavere carbonizzato) era una spia agli ordini dello stesso Meyers e l'aereo è stato portato alla Concessione 51..
 Meyers spiega che la sfida era un espediente per mobilitare i migliori inventori: in vista della guerra sarebbe utile avere il controllo dei cieli. Come al solito impone a tutti il silenzio in nome della sicurezza nazionale, poi però è costretto a chiedere l'aiuto di Murdoch quando l'aereo viene di nuovo rubato, questa volta per opera di Alvin Clegg, la spia americana. Clegg (che si era nascosto sotto la falsa identità di Gleason) non solo ha preso l'aereo, ma ha anche rapito Pendrick per estorcergli informazioni.
 Dopo aver decifrato un messaggio rinvenuto nello stomaco del cadavere di Matthews, Murdoch individua il luogo in cui si trova Clegg: una base aerea abbandonata nei pressi di Lewiston, poco oltre confine. Riesce a liberare Pendrick e dopo aver recuperato gli equilibratori tra i rottami del primo aereo, fa alzare in volo la macchina rubata e fugge con lui verso il Canada. Arrivati nei pressi delle cascate del Niagara i due riescono ad atterrare in territorio canadese. Lì li aspetta Meyers, che intende requisire la macchina; Pendrick però, che non ne desidera un uso bellico, preferisce distruggerla, spingendola nella cascata. Tranne i pochi coinvolti nella faccenda, nessuno saprà mai che Pendrick è stato il primo a far volare una macchina. Nel frattempo avvengono anche alcuni importanti fatti privati: di ritorno da Vienna, dove ha incontrato Freud, la dottoressa Ogden è diventata psichiatra e sta per ottenere l'annullamento del suo matrimonio con Darcy. Brackenreid invece vorrebbe arruolarsi di nuovo nella guerra contro i Boeri, ma alla fine gli affetti famigliari prendono il sopravvento.
- Altri interpreti: Peter Stebbings (James Pendrick), Peter Keleghan (Terrence Meyers), Matthew Bennett (Allen Clegg), Arwen Humphreys (Margaret Brackenreid), Charles Vandervaart (John Brackenreid), Jayden Greig (Bobby Brackenreid), Derek Bogart e Daniel Cristofori (i fratelli Wright)
- Ascolti Canada: telespettatori 1 184 000[9]
- Ascolti Italia: share 1,99%

## Amnesia
- Titolo originale: Winston's Lost Night
- Diretto da: Don McCutcheon
- Scritto da: Paul Aitken

### Trama
Un giovane ma già famoso Winston Churchill, si trova a Toronto per una serie di conferenze. È sospettato di omicidio quando nella suite che occupa al Palace Hotel si rinviene il cadavere del suo amico Reginald Mayfair, trafitto da una spada. Una testimone afferma di aver visto uscire dalla suite un uomo di colore, tuttavia una spada dal filo insanguinato ritrovata nelle stanze reca le impronte di Churchill. Il giovane si dichiara innocente e il valletto da tempo al suo servizio conferma che Churchill non mente mai, a costo di ferire qualcuno: ma il vero problema è che Churchill non ricorda quasi niente della sera precedente. Aveva bevuto molto, e sembra afflitto da una sorta di amnesia traumatica.
Per mandare avanti l'indagine Murdoch decide di fare con Churchill un tour della memoria, cercando di individuare le varie tappe dell'itinerario seguito dai due amici e i luoghi in cui sono stati visti: il club di Reginald, dove Churchill ha incantato i soci con la sua eloquenza; una festa della Lega per la Temperanza dove Churchill ha irritato e offeso la padrona di casa, bevendo whisky; un Gala in cui Reginald e Winston si sono scambiati per gioco l'identità.
Con l'aiuto di Julia si ricostruiscono anche altri pezzi della serata: uno scontro con gli avventori di un pub irlandese, in seguito al quale Reginald e Winston sono stati arrestati e poi rilasciati; e infine la sosta in un bar clandestino. Lì i due amici hanno avuto un'accesa discussione su un argomento che li aveva già spesso fatti scontrare: la profanazione della tomba del Mahdi in seguito alla battaglia di Omdurman. Reginald la giudicava una giusta vendetta, Churchill invece riteneva l'episodio indegno dell'Impero britannico, votato a diffondere e non a negare la civiltà.
Afferrate due spade da dietro il bancone, Reginald e Winston avevano iniziato un duello, prima di calmarsi e uscire per tornare in albergo. Le spade erano andate con loro.
L'autopsia rivela che l'arma del delitto è una spada ricurva, diversa da quella trovata nella suite e quando sulla parete della stanza in cui Reginald è morto compare la parola "Omdurman" scritta col sangue; l'indagine di Murdoch imbocca finalmente la giusta direzione: qualcuno ha voluto vendicare il vecchio affronto della profanazione, e ormai non è difficile capire chi sia stato.
Brackenreid e Murdoch arrivano appena in tempo per salvare Churchill dall'assassino che vorrebbe completare la propria opera. L'ispettore potrà così aggiungere alla sua collezione l'autografo del futuro grande statista.
Nel frattempo Julia rinuncia all'annullamento del matrimonio perché sotto giuramento non riesce a mentire sui suoi rapporti con il marito. Darcy si dichiara allora disposto al divorzio: malgrado qualche scrupolo iniziale, Murdoch si risolve ad accettare questa soluzione in nome dell'amore che prova per Julia.
- Altri interpreti: Thomas Howes (Winston Churchill), Jeff Lillico (Reginald Mayfair), Kelli Fox (Gertrude Miller), Mark Ingram (signor Miller), Ed Sahely (signor Purcell), Michael Ayres (Ahmadi), David Schaap (gestore del bar clandestino), Emmanuel Kabongo (il cameriere Al), Darcy Campbell (la testimone), Kristian Bruun (agente Jackson)
- Ascolti Canada: telespettatori 969 000[10]
- Ascolti Italia: share 2,91%

## Il test
- Titolo originale: Murdoch on the corner
- Diretto da: Cal Coons
- Scritto da: Paul Aitken

### Trama
Nel giro di un paio di settimane in città avvengono tre omicidi: il pastore Henshaw viene ucciso a bastonate; il carbonaio Edgar Leeman, forte scommettitore, e la signora Thelma Greene, appartenente alla Lega per la Temperanza, vengono uccisi con un colpo di pistola. Seppur diverse per estrazione sociale e tipo di vita, le tre vittime finiscono per essere collegate tra loro: non solo dalla Derringer che ne ha uccise due, ma anche dal luogo che tutte hanno frequentato prima di morire, una tranquilla piazzetta tra Parliament Street e Carlton Street.
Sulla piazzetta si affacciano la Banca di Toronto e vari negozi: la modisteria della signora Palmerston, una macelleria, la sartoria del signor Grimsby, che è anche una bisca. E tra le due strade si aggirano pittoreschi personaggi: un mendicante pazzo, un venditore di pizza italiana, un austero predicatore e un'anziana vedova in gramaglie che legge la Bibbia seduta sempre sulla stessa panchina: la signora Lynd.
Anche Robert Grimsby viene ucciso. Esclusi moventi legati a vendette o debiti non pagati Murdoch, con l'aiuto di Julia, si orienta sulla teoria del serial killer: un omicida che prende di mira vittime solo apparentemente casuali, mosso da qualcosa di cui forse non è nemmeno consapevole.
Il detective mette sotto sorveglianza l'angolo di strada incriminato e quando Crabtree e Higgins, durante il loro giro di pattuglia, trovano un portafoglio contenente dieci dollari e l'indirizzo della Missione di Parliament Street, inizia a profilarsi una situazione più chiara. Il portafoglio abbandonato è un test di moralità: chi lo trova e riporta il denaro alla Missione è onesto, virtuoso e dunque degno di salvezza; chi se ne impossessa, muore. Il movente del killer insomma, come spiega la dottoressa Ogden, sarebbe una forte collera partita da un torto subito e non riconosciuto, e trasferita sulle vittime.
Usando come esca Crabtree, che dopo aver trovato i dieci dollari li conta e li spende sotto gli occhi di tutti, Murdoch tende una trappola al colpevole. L'assassino abbocca e malgrado qualche rischio non calcolato che avrebbe potuto costar caro all'agente, viene fermato e arrestato.
Crabtree festeggia lo scampato pericolo invitando la dottoressa Grace a mangiare una bella fetta di pizza.
- Altri interpreti: Mary Francis Moore (signora Leeman), Tim Progosh (Edgar Leeman), Janet-Laine Green (Signora Lynd), Stephanie Belding (Jane Palmerston), Philip Williams (Jack il macellaio), Alex Poch-Goldin (Robert Grimsby), Courtenay J. Stevens (il predicatore), Billy Otis (il mendicante pazzo), Tony De Santis (il venditore di pizza), Conrad Coates (l'uomo della Missione)

## Il mio nome è Sherlock Holmes
- Titolo originale: A Study in Sherlock
- Diretto da: Don McCutcheon
- Scritto da: Graham Clegg

### Trama
La rapina al carro porta valori della Banca di Toronto viene sventata da un giovanotto che, successivamente interrogato da Murdoch, dichiara di essere Sherlock Holmes e di essere arrivato sul luogo del crimine seguendo i messaggi in codice con cui il malvagio professor Moriarty comunica con i suoi complici. Il ragazzo è strano ma anche davvero acuto: un attento osservatore da cui Murdoch rimane piuttosto colpito.
 Grazie alla dottoressa Ogden il sedicente Holmes viene poi identificato come David Kingsley, il cui unico parente in vita è lo zio paterno, Oscar Kingsley. Ex paziente psichiatrico del defunto dottor Roberts, il giovane è uscito dall'ospedale da circa sei mesi perché giudicato guarito, ma evidentemente ha subito una ricaduta. Dopo averlo esaminato, verificando la profondità della sua convinzione di essere Holmes, Julia ipotizza che il giovane soffra di un disturbo dell'identità, causato forse da un trauma infantile. Se assecondato, è del tutto innocuo. Gli investigatori decidono dunque di servirsi delle sue doti, e Holmes non li delude: grazie al suo aiuto riescono a scoprire l'esistenza di una rete di rapporti tra i rapinatori e le guardie giurate al seguito dei valori. E ad un certo punto si ipotizza che i rapinatori non fossero tanto interessati al denaro contante, quanto piuttosto al contenuto delle cassette di sicurezza, tra le quali una risulta particolarmente significativa: apparteneva ad un certo Edward Hopkins, che sembra scomparso ormai da molto tempo.
 Quando si scopre che Hopkins era il patrigno (molto amato) di David Kingsley, il giovane torna al centro dell'indagine e Murdoch si convince della necessità di scavare nella sua memoria. Ma non è facile: nemmeno un confronto diretto con Arthur Conan Doyle, in America per un giro di conferenze, fa recedere il ragazzo dalla convinzione di essere Holmes. Allo scrittore invece la conversazione è molto utile per sviluppare nuove idee romanzesche.
 Alla fine è lo stesso Murdoch che con pazienza e logica induce il giovane a riconoscere di essere David Kingsley, di essere malato e di aver assistito da bambino a qualcosa che lo ha segnato profondamente. Quel qualcosa è l'omicidio di Hopkins, legato al furto e alla scomparsa di un prezioso diamante che, sulla scorta delle narrazioni dello stesso Hopkins, David nella propria mente ha trasformato in una storia apocrifa di Holmes: "L'avventura della Stella svanita".
 È il diamante che i rapinatori stanno ancora cercando, dopo dieci anni; la cassetta di sicurezza avrebbe dovuto contenere indizi utili a ritrovarlo.
 Kingsley riesce finalmente a ricostruire l'intera storia sino ad identificare gli assassini del patrigno, che vengono assicurati alla giustizia, e a recuperare il diamante.
 Poi però David torna ad essere Sherlock Holmes: l'unica condizione nella quale si sente davvero forte e protetto.
- Altri interpreti: Andrew Gower (David Kingsley / Sherlock Holmes), Geraint Wyn Davies (Arthur Conan Doyle), Michael Rhoades (Oscar Kingsley), Michael Copeman (il direttore di Banca), Steve Boyle (Sebastian Moran), Andrew Loder e Barry Flatman (le guardie), Costa Kamateros (il guidatore del carro per la fuga), Maxi Jennings (la piccola fioraia)
- Ascolti Canada: telespettatori 1 151 000[11]
- Ascolti Italia: share 4,88%

## La colonia
- Titolo originale: Murdoch Au Naturel
- Diretto da: Harvey Crossland
- Scritto da: Michelle Ricci

### Trama
Due ragazzini trovano uno scheletro nel bosco. Le ossa sono sparpagliate su di un'area piuttosto vasta, parte del braccio destro si rivela mancante, e ciò renderà ancor più difficile l'identificazione del corpo. La dottoressa Grace riesce comunque a stabilire che si tratta di un maschio di circa quarant'anni a cui hanno sparato al cuore.
 Vicino al luogo del ritrovamento c'è una colonia naturista capeggiata da Helmut Lindemann con la moglie Irene: è lì che Murdoch si reca per raccogliere notizie. Vincendo l'imbarazzo di doversi aggirare tra persone senza niente addosso, il detective riesce a sapere che il terreno su cui sorge la colonia è stato acquistato dai Lindemann nel marzo precedente: all'epoca non c'era nessun cadavere. Helmut non rivela molto e proibisce agli investigatori di infastidire gli altri: ispirandosi ai principi di Heinrich Pudor, i membri del gruppo vogliono solo vivere in pace, recuperando lo stato naturale dell'essere umano. Vanno e vengono liberamente e su di loro non esistono registrazioni: è dunque difficile per Murdoch identificare possibili sospetti.
 Poiché la pallottola che ha ucciso il morto sconosciuto risulta mancante, il detective decide di andare a cercarla usando la sua "macchina a bilanciamento d'induzione" (in sostanza, un metal detector). Ma ciò che trova è anche più interessante: una protesi, corrispondente alla parte mancante nello scheletro, che ha persino conservato parte della carne del braccio. Rivolgendosi al dottor Rico, che realizza protesi mobili secondo l'innovativo metodo Vanghetti, Murdoch riesce ad identificare il morto: si tratta di un americano, Zacariah Marsh, che ritirò la sua protesi il 14 aprile. Analizzando i resti e confrontandoli con le tabelle meteorologiche del periodo, la dottoressa Grace precisa ancora di più la finestra temporale: Marsh è stato ucciso il 15 aprile.
 In quel periodo nella colonia appena fondata erano presenti solo cinque persone: i Lindemann, Declan Black (un ex alcolista), Arthur Gibbons (un solitario proveniente dall'Ovest, poco integrato nella comunità) e Hanna Rice, una ragazza dolce e disponibile, amica della dottoressa Ogden. È su di loro che necessariamente si concentrano le indagini.
 Gli investigatori scoprono che Marsh era un agente dell'Agenzia Pinkerton: diventato famoso nel 1889 per aver sgominato la banda dei fratelli Gallo (rapinatori che toglievano alle vittime gli stivali, per impedire l'inseguimento), prima di morire era sulle tracce di Sherman Green, ricercato per frode a Boston. Green cambia spesso identità e accenti: potrebbe essere ancora all'interno della colonia. 
 Data la scarsa disponibilità di Lindemann, l'agente Crabtree è costretto ad infiltrarsi nel gruppo naturista per indagare dall'interno; superato il disagio iniziale, interroga con circospezione ma stenta a raccogliere informazioni utili. Solo con Hanna stabilisce un rapporto amichevole; ha però una grossa sorpresa quando tra i presenti trova anche la dottoressa Ogden, in vena di sperimentare il peculiare modo di vita della colonia.
 Nel frattempo al Distretto si scopre che Sherman Green è già stato arrestato a Boston, dunque la presenza di Marsh a Toronto era dovuta ad altri motivi. Ricostruendo pazientemente un articolo di giornale, i cui frammenti sono stati trovati assieme alle ossa, Murdoch scopre infatti che Marsh era sulle tracce dell'ultimo dei fratelli Gallo. Li si pensava tutti morti ma la notizia di una recente rapina realizzata con le modalità tipiche (furto del denaro, sottrazione delle scarpe), aveva dimostrato a Marsh il contrario.
 Crabtree crede di aver identificato il colpevole in Arthur Gibbons: lo affronta e sta per avere la peggio quando Irene lo salva, sparando all'aggressore.
 Mentre al Distretto Murdoch scopre che purtroppo Gibbons era soltanto un disertore alla ricerca di un sicuro rifugio, parlando con Irene, Crabtree scopre che è lei la superstite della banda Gallo. Marsh le ha distrutto la famiglia; la più recente rapina da lei compiuta era servita soltanto a trovare i 50 dollari mancanti per acquistare il terreno della colonia. Forse la donna era veramente cambiata, ora però non le resta che uccidere l'agente prima di fuggire: sta per sparare a George quando viene stesa dalla dottoressa Ogden, che la colpisce violentemente alla testa.
 In seguito all'arresto di Irene, la colonia si disperde; Helmut e Hanna si trasferiranno al Sud. Crabtree si congeda da Hanna, ammettendo quanto gli sia piaciuto vivere in modo naturale, e scandalizzando la signorina Jean Hamilton, una fiera moralizzatrice che lo aveva erroneamente creduto conservatore quanto lei.
 Al termine dell'indagine William e Julia possono finalmente concentrarsi su di un loro personale problema: Darcy ha acconsentito a concedere il divorzio, ma solo lui può presentare la relativa istanza, e sono necessarie prove di adulterio che la sostengano. Julia vorrebbe occuparsi da sola della cosa, per non danneggiare la reputazione di Murdoch. William però non desidera evitare il proprio coinvolgimento: prenota a nome di entrambi una stanza del centralissimo Queen's Hotel, dove molti potranno vederli, testimoniando poi in proposito. William e Julia però passeranno la notte giocando a domino.
- Altri interpteti: Patrick Garrow (Helmut Lindemann), Tricia Braun (Irene Lindemann), Amber Goldfarb (Hannah Rice), Matt Burkhart (Arthur Gibbons), Ryan Tilley (Declan Black), Gerry Mendicino (dottor Antonio Rico), Helen Jones (Jean Hamilton), Talia Russo (donna nella colonia), Drew Adkins e Nicholas Kaegi (i ragazzini)
- Ascolti Canada: telespettatori 1 051 000[13]

## Gas mortale
- Titolo originale: Murdoch and the Cloud of Doom
- Diretto da: Yannick Bisson
- Scritto da: Derek Schreyer

### Trama
Murdoch viene urgentemente convocato in municipio, dove il sindaco ha ricevuto un inquietante pacchetto: contiene un filmato che mostra l'uccisione di un cane mediante gas. Il biglietto di accompagnamento chiede 100 000 dollari per evitare di passare a vittime umane. Il sindaco sarebbe tentato di ignorare la minaccia, ritenendola uno scherzo di dubbio gusto; Murdoch e il capo della polizia lo convincono però a prenderla sul serio.
Il film viene studiato e si rintraccia il luogo nel quale è stato registrato: un cortile pieno di erbe e topi morti; manca però il cadavere del cane. Con l'aiuto di uno specialista, il dottor Prasad, Murdoch determina la probabile composizione del gas, del tutto nuovo e molto potente.
Si decide dunque di pagare il riscatto; l'organizzazione della consegna è affidata a Murdoch, ma i soldi non vengono ritirati. Il ricattatore, che afferma di aver visto troppi poliziotti attorno al luogo della consegna, alza la sua richiesta all'impossibile cifra di un milione di dollari. Murdoch inizia quindi a sospettare che lo scopo reale del ricatto sia diverso dal guadagno, ma è difficile andare oltre.
Di lì a poco, con grande sollievo di tutti, viene ritrovato e neutralizzato il meccanismo che avrebbe dovuto diffondere il gas. Purtroppo però i calcoli di Murdoch dimostrano che la bombola rinvenuta non è l'unica: potenzialmente ce ne sono altre nove. Il sindaco ordina allora l'evacuazione di Cabbagetown, il quartiere minacciato: case, fabbriche, uffici, ed anche la prigione femminile. Proprio in quest'ultimo luogo, dopo aver ritrovato vivo e vegeto il cane del filmato, Murdoch individua il vero movente del ricattatore: usando un gas innocuo ma approfittando del caos per l'evacuazione, l'uomo intende far evadere la sua fidanzata Mary Knowles, colpevole di aver ucciso il padre e destinata all'impiccagione di lì a poche ore.
Fermato ed arrestato da Murdoch, il colpevole spiega che Mary ha ucciso per legittima difesa: da tempo il padre, un rispettabile pastore, le usava violenza. La cosa non è emersa al processo perché Mary ha esitato a rendere pubblica la propria vergogna, temendo di non essere creduta.
Dopo un esame psicologico, Murdoch e la dottoressa Ogden proveranno ad ottenere una revisione del processo e maggior giustizia per Mary.
- Altri interpreti: Nigel Bennett (ispettore capo Giles), David Huband (sindaco Clarkson), Raoul Bhaneja (dottor Sanjay Prasad), Kyle Labine (Russell Bowes), Tess Degenstein (Mary Knowles), Clark Devins (Riley Flynn), Arwen Humphreys (Margaret Brackenreid), Charles Vandervaart (John Brackenreid), Jayden Greig (Bobby Brackenreid), Greg Dunham (Gilbert O'Malley)
- Ascolti Canada: telespettatori 1 168 000[14]
- Ascolti Italia: share 3,10%

## Il fantasma di Queen's Park
- Titolo originale: The Ghost of Queen's Park
- Diretto da: Harvey Crossland
- Scritto da: Lori Spring

### Trama
A Queen's Park, sede del Parlamento provinciale, muore Reginald Chilton: l'uomo è precipitato al suolo, cadendo oltre una balaustra. Non si tratta di suicidio, ma anche parlare di incidente potrebbe essere prematuro: per via del suo percorso politico Chilton si era indubbiamente fatto molti nemici. Briggs, il guardiano notturno che ha assistito alla caduta, ha un'opinione tutta sua: sostiene che Chilton è stato spinto da un fantasma risplendente. Nel palazzo sono state segnalate più volte strane presenze, spettri femminili comparsi in vari punti: questa possibile pista soprannaturale entusiasma l'agente Crabtree ma trova la scettica opposizione di Murdoch. Il detective preferisce attenersi a fatti più razionali e in ciò viene aiutato dalla stampa: il giornalista Samuel Jenkins gli racconta infatti una storia piuttosto interessante. In passato Chilton era stato coinvolto in uno scandalo relativo a macelli di sua proprietà, i cui scarichi abusivi avevano rischiato di scatenare un'epidemia di colera. In seguito Chilton aveva ceduto il terreno, aveva spinto perché lo comprasse il governo, poi si era dato alla politica. Ma, secondo l'inchiesta di Jenkins, pare che la Compagnia per mezzo della quale era passato l'acquisto del terreno fosse controllata da personaggi abbastanza vicini a Chilton: uno di essi è Thaddeus Walsh, il segretario provinciale. Forse la morte di Chilton è dovuta ai suoi torbidi interessi finanziari ed immobiliari.
 Ulteriori ricerche portano nuove informazioni: a metà Ottocento il terreno in questione apparteneva ad un certo Marshall, che avrebbe voluto trasformarlo in un'area naturalistica per uccelli. Alla sua morte la proprietà era passata alla figlia Abigail, sposata proprio con Walsh, e la destinazione d'uso era cambiata: sul terreno erano sorti i macelli, poi acquisiti da Chilton quando il segretario era stato eletto alla sua carica attuale.
 Malgrado l'esplicita proibizione di Murdoch, Crabtree non riesce ad abbandonare la pista del fantasma, spalleggiato in ciò dalla dottoressa Grace, ugualmente sensibile ai temi soprannaturali. Scopre che trent'anni prima, laddove ora sorge Queen's Park, c'era l'Ospedale Psichiatrico Femminile: ciò lo conforta nella sua convinzione che il palazzo sia infestato.
 Di lì a poco la già ingarbugliata indagine si complica ulteriormente quando si verifica una seconda morte, di nuovo a Queen's Park: l'anziano dottor Fraser, convocato a tarda sera da Walsh con un biglietto (che in seguito si rivela falso) precipita dalle scale. La dottoressa Grace individua poi la causa di morte in un attacco di cuore. Per Crabtree è un'ulteriore conferma della teoria sul fantasma: Fraser è morto di paura. Quando alcune tracce di un'insolita luminescenza vengono per caso rilevate sul cadavere, Murdoch è pronto a concedere qualcosa a tale teoria: usando lo stesso Crabtree come cavia, dimostra che spalmandosi sulla pelle un composto di crema e solfato di zinco qualcuno potrebbe aver finto di essere uno spettro. L'unico problema è che la luminescenza da lui individuata è di breve durata; inoltre è necessario connettere la morte di Fraser con quella di Chilton.
 Grazie alle ricerche di Crabtree e alle rivelazioni della vedova Fraser, desiderosa di alleggerirsi la coscienza, Murdoch ricostruisce una vecchia storia, e la connessione finalmente emerge. Con l'appoggio di Chilton come avvocato affidatario, Abigail Marshall era stata internata dal marito nell'Ospedale Psichiatrico in cui lavoravano i Fraser: lui come medico, lei come direttrice. Walsh si era impadronito dell'eredità e la donna era poi morta di parto, dopo aver dato alla luce una bambina, Lorraine, in seguito adottata da un'ottima famiglia.
 Quando si scopre che il padre adottivo della ragazza è il professor Paul Monteith, che a Toronto sta conducendo esperimenti con il radio, l'indagine imbocca la dirittura finale. Lorraine Monteith, di recente informata sulla triste sorte della madre, lavora a Queen's Park come dattilografa: spalmandosi sulla pelle un composto di crema, acqua e radio (la cui luminescenza è ben più stabile) aveva finto di essere uno dei tanti spettri di cui si vociferava. Era sua intenzione vendicarsi soltanto di Walsh, da lei rinnegato come padre, ma sia per Chilton che per Fraser lo spavento dell'incontro era risultato fatale: le loro morti sono accidentali. Lorraine infatti non verrà incriminata; tuttavia l'uso del radio, un materiale nuovo e ancora poco conosciuto, ha ormai minato la sua salute in modo irreparabile.
 Nemmeno Walsh potrà essere formalmente incriminato, ma la sua carriera politica è comunque finita.
 A margine dell'indagine, Darcy ha chiesto alla moglie di essere accompagnato ad un ballo di beneficenza e Julia, desiderosa di proteggerne la reputazione e l'avanzamento professionale, ha acconsentito. Addolorati per la separazione che viene loro ancora imposta, William e Julia non possono che armarsi di pazienza.
- Altri interpreti: Jonathan Watton (dottor Darcy Garland), Chris Britton (Thaddeus Walsh), Robert Clarke (Howard Briggs), Drew Carnwath (Samuel Jenkins), Keith Kemps (professor Paul Monteith), Taylor Trowbridge (Lorraine Monteith), Leslie Carlson (dottor Ansel Fraser), Lynne Deragon (signora Imogene Fraser), Emily Coutts e Katie Swift (dattilografe), David Onley (il vicegovernatore)[15]
- Ascolti Canada: telespettatori 961 000[16]
- Ascolti Italia: share 4,11%

## Grandi magazzini Eaton
- Titolo originale: Murdoch in Ladies Wear
- Diretto da: Cal Coons
- Scritto da: Carol Hay

### Trama
Il signor Preston Monk, direttore dei Grandi Magazzini Eaton, viene trovato morto nel vano dell'ascensore. Potrebbe trattarsi di un incidente: Jake Barker, il magazziniere, testimonia che Monk, infastidito dal rumore, con l'ascensore trafficava spesso. Tuttavia alcuni particolari non tornano. Il cadavere presenta numerosi danni dovuti alla caduta ma sul capo c'è una ferita di forma insolita, dovuta ad un attrezzo sconosciuto. Inoltre nel vano ascensore non c'è sangue, ma ce n'è in abbondanza nel magazzino: Monk insomma è stato colpito a morte, poi precipitato nel vano per simulare un incidente.
 I possibili colpevoli sono parecchi: Monk era molto duro ed esigente nei confronti delle commesse del reparto abbigliamento, e ciascuna delle ragazze avrebbe potuto eliminarlo; tranne forse la bella Eva Pearce, modello di fascino e distinzione: era la preferita di Monk, tuttavia ora che il direttore è morto sarà proprio lei ad assumere ad interim il suo ruolo, passando avanti anche a chi avrebbe maggiore anzianità di servizio, come la signorina Pearl Redmund. Il giorno prima di morire Monk aveva licenziato una delle commesse, Florence Sykes: anche lei, o il suo sfaccendato marito, avrebbero avuto ragione di vendicarsi. E poi c'è un uomo misterioso con un grosso sigaro: è stato visto aggirarsi intorno ai Magazzini e potrebbe aver litigato con Monk. In seguito però costui viene identificato come Gerald Biskind, un investigatore privato ingaggiato dallo stesso Monk.
 L'indagine imbocca una direzione inaspettata quando l'arma del delitto viene rintracciata: sopra vi sono le impronte del magazziniere Barker, che in apparenza non aveva con Monk alcun legame. Quando gli investigatori vanno a casa sua per arrestarlo, lo trovano morto: sembra che Barker si sia suicidato sparandosi.
 Poco convinto da questa facile soluzione, Murdoch continua a scavare e trova infine una vecchia foto in cui compaiono insieme Pearl Redmund, Eva Pearce e Jake Barker: i tre si conoscevano da tempo.
 Interrogata in proposito Eva finisce per ammettere di aver avuto con Barker una breve ed oppressiva relazione: lo aveva lasciato, ma lui l'aveva rintracciata ai Magazzini. Geloso del rapporto privilegiato che legava Eva e Monk, aveva ucciso il direttore.
 Durante l'interrogatorio emerge tutta la subdola pericolosità di Eva, abile manipolatrice in grado di disarmare e spiazzare gli interlocutori. Persino Murdoch non è immune al fascino della donna: si trova a fantasticare su di lei (lo confessa a Julia) e finisce per convincersi che probabilmente Eva ha sedotto Barker per fargli uccidere il direttore. L'investigatore ingaggiato da Monk stava infatti per rivelare particolari poco edificanti sul passato di Eva: la donna, che sembra avere mire matrimoniali su John Craig Eaton, futuro erede di un'enorme fortuna, avrebbe avuto molto da perdere. Dunque ha usato Barker, e in seguito si è disfatta anche di lui; l'autopsia chiarisce infatti che prima di essere colpito dal proiettile, Barker era stato drogato. L'ultima parte della ricostruzione in realtà si dimostra non del tutto esatta: le impronte sul bossolo nell'arma del delitto non sono di Eva, bensì di Pearl. È lei che, innamorata di Barker e gelosa di Eva, ha sparato, cercando poi di incastrare la rivale.
 Pearl Redmund viene arrestata; Eva invece, benché moralmente responsabile per l'omicidio di Monk, non può essere incriminata. Con rabbia vede sfumare il favore di John Eaton nei suoi confronti, ma sembra in grado di rimettersi subito all'opera in altre promettenti direzioni.
 Nel frattempo Darcy Garland, ancora innamorato della moglie, cambia idea sul divorzio: non lo concederà. Delusa e furibonda Julia propone a Murdoch una convivenza, in spregio delle convenzioni. William però non si trova a proprio agio con questa soluzione e Julia, che di lui ama e rispetta anche i principi, acconsente ad attendere tempi migliori.
- Altri interpreti: Daiva Johnston (Eva Pearce), Clara Pasieka (Pearl Redmund), Michael Therriault (John Craig Eaton), Adam Butcher (Jake Barker), Michelle Coburn (Helen Richardson), Yulia Petrauskas (Florence Sykes), Greg Gale (Jim Sykes), Pascal Langdale (Preston Monk), Terrence Bryant (signor Bennett), Rob deLeeuw (Gerald Biskind), Jonathan Watton (dottor Leslie Garland)
- Ascolti Canada: telespettatori 1 063 000[17]

## In onore di un amico
- Titolo originale: Victoria Cross
- Diretto da: Peter Mitchell
- Scritto da: Maureen Jennings e Peter Mitchell

### Trama
Testimone di un omicidio e a sua volta ferita, una donna rifiuta di aiutare il detective Murdoch, perché letteralmente paralizzata dalla paura. L'Ispettore capo va in carcere perché un suo conoscente viene trovato impiccato.
- Altri interpreti: Tattiawna Jones (Louise Butler), Matthew MacFadzean (signor Hobson), Allan James Cooke (Reginald Pullen), John Bourgeois (direttore Browning), Nick Alachiotis (Nathan Turnbow), Wayne Ward (guardia Potter), Anthony Gerbrandt (Richard Walker), Jeff Pustil (Samuel MacGinnis), Aaron Berg (Leeland Flowers), Eric Trask (dottor Robinson)
- Ascolti Canada: telespettatori 1 063 000[18]
- Ascolti Italia: share 3,19%

## Rito di purificazione
- Titolo originale: Twisted Sisters
- Diretto da: Eleanore Lindo
- Scritto da: Michelle Ricci

### Trama
Due atleti che si preparano alle olimpiadi di Parigi trovano una donna annegata in riva al lago.
- Guest Star: Paula Brancati (Sophia Lucas), John Bregar (Alvin Storey), Jonathan Keltz (Ralph Bridgewater) e Zaib Shaikh (Professore Mahmoud Bahmanyar)
- Ascolti Canada: telespettatori 1 223 000[19]

## Amore e morte
- Titolo originale: Lovers in a Murderous Time
- Diretto da: Dawn Wilkinson
- Scritto da: Carol Hay

### Trama
Presso le stalle dell'Hotel Imperial di Toronto viene ucciso un uomo. La sua fidanzata, che soffre di perdita di lucidità, narra l'accaduto a Murdoch il quale si chiede se essa sia una testimone oppure sia coinvolta nel crimine. Dalle indagini risulta che la vittima è stata vista per l'ultima volta litigare con un tal Rodriguez.
- Guest Star: Antonio Cupo (Carl Rodriguez), Jonathan Watton (Dr. Darcy Garland), Cheri Maracle (Isabelle Webster) e Sheila McCarthy (Felicity Dowes)
- Ascolti Canada: telespettatori 997 000[20]
- Ascolti Italia: share 3,62%

## Condanna a morte
- Titolo originale: Crime & Punishment
- Diretto da: Laurie Lynd
- Scritto da: Peter Mitchell

### Trama
In casa del dottor Darcy Garland la governante risponde a una telefonata: è Julia Ogden che annuncia il proprio arrivo entro poche ore, chiedendo di mettere in fresco una bottiglia di champagne. Darcy è lieto della novità e congeda la domestica: spera infatti in una riconciliazione con la moglie, di cui è ancora innamorato.
Nel tardo pomeriggio di quello stesso giorno però Darcy Garland viene ucciso con un colpo di pistola alla tempia. La casa non presenta segni di effrazione e l'arma del delitto, scomparsa dalla scena, sembra essere la .45 appartenente allo stesso dottore.
Murdoch, a cui spetta l'indagine, è preoccupato e imbarazzato. Di recente nella vita di Darcy erano entrate altre donne, ma la sua più recente amante, la signora Shropshire, ha un alibi di ferro; Julia diventa automaticamente la principale indiziata e pur volendo ritenerla innocente, persino Murdoch teme per un attimo che la donna abbia deciso di risolvere in maniera radicale la loro difficile situazione sentimentale.
Julia in realtà risulta assente: si è recata fuori città e solo al suo ritorno apprende della morte del marito. Sembra sinceramente colpita e addolorata, ma per lei le cose volgono rapidamente al peggio. Ufficialmente Julia dichiara di essersi recata a Markham per valutare l'ammissione all'ospedale come paziente di una certa Wilhelmina Branton: l'affermazione si rivela però falsa e solo in un secondo tempo Julia ammette il vero motivo della sua assenza. Ha incontrato Penelope Irving, una donna vittima di violenza domestica e l'ha aiutata a nascondersi dal marito. La cosa richiedeva prudenza e discrezione, per questo Julia ha preferito mantenerla segreta. Penelope però non è nel nascondiglio indicato e anche il suo presunto marito Desmond Irving risulta inesistente: Julia si ritrova così priva di alibi.
Inoltre contro di lei iniziano ad accumularsi prove pesanti: una vicina dichiara di averla vista entrare a casa Garland indossando un abito verde, e tra i rifiuti viene ritrovato un abito verde sporco di sangue. Quando poi l'arma del delitto viene infine rintracciata, la pistola risulta ripulita all'esterno, ma successivamente Murdoch rileva le impronte di Julia sui bossoli all'interno.
Malgrado si sforzi di mantenere un atteggiamento equilibrato e oggettivo, Murdoch cerca in ogni modo di scagionare Julia, spalleggiato in questo anche da Brackenreid; il capo ispettore Giles però, già diffidente e maldisposto nei loro confronti, finisce per sollevare entrambi dall'indagine. Si va così verso la presentazione del caso al Procuratore Generale, con l'inevitabile processo. Disperato, Murdoch consiglia a Julia di fuggire, ma ancor prima di poter decidere, la dottoressa viene arrestata.
Durante il processo emergono purtroppo i dissapori e i problemi coniugali intercorsi tra il dottor Garland e la moglie, il divorzio negato e la relazione tra William e Julia. Le prove pesano negativamente e così le testimonianze; anche Murdoch, Crabtree e Brackenreid non possono che testimoniare il vero e le dichiarazioni di Julia, benché rese sotto giuramento, non vengono credute. Al termine delle udienze l'accusa, rappresentata dall'avvocato Gordon, riesce quindi a ottenere un verdetto di colpevolezza e il giudice sentenzia per Julia Ogden la condanna a morte.
Nel caos e nello sgomento suscitato in aula dall'infausto esito del processo, Murdoch riceve un ulteriore brutto colpo: tra la folla gli sembra di intravedere James Gillies che applaude con atteggiamento derisorio. Tenta di seguirlo all'esterno ma ne perde le tracce.
La presenza del vendicativo criminale pone comunque l'intera vicenda sotto una luce diversa e inquietante.
- Altri interpreti: Nigel Bennett (ispettore capo Giles), Michael Seater (James Gillies), Jonathan Watton (dottor Darcy Garland), Kristian Bruun (agente Jackson), Mary Krohnert (Melanie Shropshire), Sten Eirik (dottor Clark), Neil Crone (Procuratore della Corona Gordon), James Conway (avvocato difensore), David Schurmann (giudice Matthews), Mark Gibson (capo della giuria), Melee Hutton (signora Weller), Laura de Carteret (signora Smythe), Joe Parro (capo del birrificio)
- Ascolti Canada: telespettatori 1 003 000[22]
- Ascolti Italia: share 3,30%

## Trappola per Murdoch
- Titolo originale: The Murdoch Trap
- Diretto da: Laurie Lynd
- Scritto da: Paul Aitken

### Trama
Murdoch si risveglia all'improvviso e si trova rinchiuso in una gabbia. Poi si va a ritroso, ripercorrendo gli eventi dell'ultima settimana.
Dopo l'avvistamento di James Gillies in tribunale, Murdoch, Crabtree e Brackenreid riprendono l'indagine, analizzando di nuovo i fatti alla luce della possibilità che Julia sia stata incastrata. Trovano in effetti spiegazioni alternative per tutte le prove a carico: schizzi di sangue e macchie di polvere da sparo sul vestito verde sembrano derivare da un omicidio diverso da quello di Darcy. Murdoch dimostra inoltre che la telefonata e le impronte digitali sono prove fabbricate ad arte, e anche la testimone oculare ha probabilmente visto entrare a casa Garland non Julia, bensì Gillies vestito da donna e munito di una maschera. Le nuove analisi convincono anche il capo ispettore Giles, che finalmente si decide a spalleggiare i suoi investigatori; il giudice però richiede prove d'innocenza certe e inattaccabili, in caso contrario il verdetto verrà reso esecutivo.
Per gli investigatori diventa dunque indispensabile rintracciare Penelope Irving, la donna in grado di sostenere l'alibi di Julia. Con una ricerca su casi reali di maltrattamenti domestici la donna, una prostituta il cui vero nome è Dolly Long, viene identificata. Quando però gli investigatori riescono a rintracciarne il domicilio, la trovano morta: le hanno sparato circa un mese prima, ed è suo il sangue rinvenuto sul vestito verde.
Ora per confermare l'alibi di Julia non resta che trovare il vetturino della carrozza che l'ha riportata in città. Purtroppo in base all'identikit che ne è stato fatto Murdoch si accorge che il vetturino era James Gillies, di nuovo travestito. Questa scoperta, oltre a neutralizzare definitivamente la possibilità di fornire un alibi a Julia, pone un ulteriore problema: se Gillies stava guidando la carrozza nelle ore che corrispondono alla morte di Darcy, chi ha commesso l'omicidio?
In cerca di una risposta a questa domanda Murdoch torna sulla scena del delitto e finisce per scoprire un meccanismo nascosto, in grado di innescare lo sparo fatale: in realtà, quando Darcy è stato ucciso, nella stanza con lui non c'era nessun altro.
Lo stesso meccanismo mette in trappola anche Murdoch: la repentina apertura di una botola nel pavimento lo fa cadere con violenza. Il detective perde i sensi e al suo risveglio si trova chiuso nella gabbia che Gillies aveva preparato per lui.
Mancano ormai solo dodici ore all'esecuzione di Julia, e Gillies usa quel tempo per prendersi gioco di Murdoch, secondo lo stile che lo caratterizza. Postosi in contatto tramite un filmato, il criminale racconta esattamente tutto ciò che è accaduto: confessa gli omicidi e l'intenzione di incastrare Julia, confermando le più recenti scoperte degli investigatori. Infine offre a Murdoch una possibilità di risolvere il caso: il detective potrà telefonare per chiedere aiuto e, grazie alla confessione filmata, scagionare Julia, salvandola dalla forca. Sollevando il ricevitore sarà però investito da una nube velenosa che lo ucciderà in pochi minuti. Oppure potrebbe non fare niente: lui sarà salvo, ma Julia morirà.
Fra le due alternative Murdoch ne sceglie una terza: riesce a distrarre per breve tempo l'attenzione di Gillies e ad inviare un messaggio che, ricevuto al Distretto e correttamente interpretato, fa arrivare i soccorsi.
Brackenreid e i suoi accorrono proprio mentre Murdoch, facendo la telefonata fatale, ha deciso di sacrificare se stesso per salvare Julia. Trovano anche Gillies e Crabtree, per fermarlo, è costretto a sparargli. Murdoch ormai salvo e libero dalla gabbia, si impadronisce del filmato e si precipita al carcere, riuscendo ad arrivare appena in tempo per togliere la corda del boia dal collo di Julia.
Ferito e malmenato da un furibondo ispettore Brackenreid, James Gillies viene rinchiuso in cella, in attesa di rispondere dei crimini commessi. Il suo atteggiamento lascia comunque intendere che non smetterà di tramare e di cercare vie di fuga.
Malgrado la positiva conclusione della brutta vicenda nemmeno William e Julia riescono a sentirsi davvero felici: il senso di colpa per la morte dell'innocente Darcy sembra anzi allontanarli un po'.
- Altri interpreti: Nigel Bennett (ispettore capo Giles), Michael Seater (James Gillies), Kristian Bruun (agente Jackson), David Schurmann (giudice Matthews), Sten Eirik (dottor Clark), Sarah Wilson (Tess Moffatt), Justin Skye Conley (Harold Long), Charlotte Gowdy (la sorella di Dolly Long), Laura de Carteret (signora Smythe), Garfield Andrews (il barista), Karen Ivany (supervisore alle linee telefoniche)
- Ascolti Canada: telespettatori 1 099 000[23]
- Ascolti Italia: share 3,13%